# Смута Дзінсін
Смута Дзінсін (яп. 壬申の乱, じんしんのらん, дзінсін но ран, «смута року водяної мавпи») — збройний конфлікт за Імператорський престол у стародавній Японії, що спалахнув у 672 році, році «водяної мавпи», між старшим сином покійного Імператора Тендзі, принцом Отомо, та його молодшим братом, принцом Оама. Бойові дії проходили в центрі острова Хонсю, в регіоні Кінкі. Боротьба між претендетнами тривала понад місяць і закінчилася перемогою останнього. Принц Отомо вчинив самогубство, а принц Оама зійшов на трон у 673 році під іменем Імператора Темму. Завершення смути ознаменувалося продовженням «реформ Тайка» та побудовою «правової держави».
В часи існування Японської імперії тема смути Дзісін не викладалася у початкових та середніх школах країни, оскільки порушувала тезу довоєнної японської історіографії про гармонійність та неперевність японського Імператорського роду.